# Червена книга (Юнг)
Червената книга (на английски: The Red Book) е 205 страничен ръкопис написан и илюстриран от швейцарския психолог Карл Густав Юнг приблизително между 1914 и 1930 и който не е публикуван или показван публично до 2009 г. До 2001 г. неговите наследници отказват достъп на учените до книгата, която Юнг започва да пише след раздялата с Фройд през 1913 г. Юнг първоначално нарича ръкописа Liber Novus (от латински език: Нова книга), но неофициално е позната и публикувана като Червената книга. Книгата е написана с калиграфичен текст и съдържа много илюстрации.

## Книгата
- Jung, Carl Gustav. The Red Book. Liber Novus.   Philemon Series & W.W. Norton & Co, 2009. ISBN 978-0-393-06567-1. Архив на оригинала от 2011-07-27 в Wayback Machine.